# Fortunki
Fortunki (ang. fortunes, znaczenie pierwotne: wróżby) – zbiory cytatów popularne na Uniksie.
Do czytania ich służy program fortune, który wybiera losowo jedną fortunkę (można ograniczyć zakres, np. tylko do krótkich fortunek lub fortunek na jakiś konkretny temat).
Zestawy fortunek tworzą często informatyczne kanały na IRC-u.